# Hội Mã số Mã vạch Việt Nam
Hội Mã số Mã vạch Việt Nam, có khi dùng tên là Hội Khoa học Kỹ thuật Mã số Mã vạch Việt Nam, là tổ chức xã hội - nghề nghiệp của những người làm việc trong lĩnh vực mã số mã vạch tại Việt Nam .
Hội có tên giao dịch quốc tế là Vietnam Association for Numbering and Barcoding, viết tắt Vina-code . 
Điều lệ Hội được Bộ Nội vụ phê duyệt tại Quyết định số 1345 /QĐ-BNV ngày 13 tháng 11 năm 2007 .
Trụ sở Hội đặt tại địa chỉ Số 84/50 , phố Chùa Láng, phường Láng Thượng, quận Đống Đa, thành phố Hà Nội .